# 25366 Maureenbobo
25366 Maureenbobo este un asteroid din centura principală de asteroizi.

## Descriere
25366 Maureenbobo este un asteroid din centura principală de asteroizi. A fost descoperit pe 4 octombrie 1999 la Socorro, New Mexico, în cadrul proiectului LINEAR. Asteroidul prezintă o orbită caracterizată de o semiaxă mare de 2,46 ua, o excentricitate de 0,14 și o înclinație de 1,6° în raport cu ecliptica.